# Wioślarstwo na Letnich Igrzyskach Paraolimpijskich 2008
Wioślarstwo na Letnich Igrzyskach Paraolimpijskich 2008 odbywało się w dniach 9 – 11 września na obiekcie Shunyi Olympic Rowing-Canoeing Park. Do rozdania były 4 komplety medali.

## Obiekty
| Obiekt                              | Miasto | Funkcja           |
| Shunyi Olympic Rowing-Canoeing Park | Pekin  | Zawody i treningi |

## Kwalifikacja
Kwalifikację na igrzyska uzyskało 96 zawodników (48 mężczyzn i 48 kobiet)

## Konkurencje
| - jedynki | - jedynki | - dwójki - czwórki |

## Klasyfikacja niepełnosprawności
- W jedynkach występują zawodnicy którzy mogą ruszać tylko dłońmi
- W dwójkach występują zawodnicy którzy mogą ruszać tylko dłońmi i tułowiem
- W czwórkach występują zawodnicy którzy mogą ruszać dłońmi, tułowiem oraz nogami

## Program
| Wioślarstwo |  |  |  |  |  | F |  |  |  |  |  |  |

## Medale

### Mężczyźni
| Konkurencja | Złoto     | Srebro             | Brąz     |
| Jedynki     | Tom Aggar | Oleksandr Petrenko | Eli Nawi |

### Kobiety
| Konkurencja | Złoto            | Srebro           | Brąz            |
| Jedynki     | Helene Raynsford | Liudmila Vauchok | Laura Schwanger |

### Mieszane
| Konkurencja | Złoto                                                                                          | Srebro                                                                                 | Brąz                                                                                     |
| Dwójki      | Chiny Zhou Yangjing Shan Zilong                                                                | Australia John MacLean Kathryn Ross                                                    | Brazylia Elton Santana Josiane Lima                                                      |
| Czwórki     | Włochy Paola Protopapa Luca Agoletto Daniele Signore Graziana Saccocci S: Alessandro Franzetti | Stany Zjednoczone Emma Preuschl Tracy Tackett Jesse Karmazin Jamie Dean S: Simona Chin | Wielka Brytania Vicki Hansford Naomi Riches Alastair McKean James Morgan S: Alan Sherman |

S – sternik

## Tabela medalowa
| Rk | Kraj              | Złoto | Srebro | Brąz | Razem |
| 1. | Wielka Brytania   | 2     | –      | 1    | 3     |
| 2. | Włochy            | 1     | –      | –    | –     |
| 2. | Chiny             | 1     | –      | –    | 1     |
| 4. | Stany Zjednoczone | –     | 1      | 1    | 2     |
| 5. | Australia         | –     | 1      | –    | 1     |
| 5. | Białoruś          | –     | 1      | –    | 1     |
| 5. | Ukraina           | –     | 1      | –    | 1     |
| 8. | Brazylia          | –     | –      | 1    | 1     |
| 5. | Izrael            | –     | –      | 1    | 1     |